# Lindholmiola regisborisi
Lindholmiola regisborisi is een slakkensoort uit de familie van de Helicodontidae. De soort is endemisch in Griekenland.
Lindholmiola regisborisi werd voor het eerst wetenschappelijk beschreven als Helicodonta regisborisi door A.J. Wagner (1928).